# Pasquale DeLuca
Pour les articles homonymes, voir De Luca.
Pasquale DeLuca (né le 26 mai 1962 à Edmonton dans l'Alberta) est un joueur de soccer international canadien, qui évoluait au poste de milieu de terrain.

## Biographie

### Carrière en sélection
Avec l'équipe du Canada, il dispute 19 matchs (pour un but inscrit) entre 1984 et 1985. Il figure notamment dans le groupe des sélectionnés lors de la coupe du monde de 1986.
Il participe également aux JO de 1984.